# Shivers (película)
Shivers (lit. Escalofríos; filmada como Orgy of the Blood Parasites; títulos alternativos: The Parasite Murders, They Came from Within y Frissons para la distribución canadiense; en España Vinieron de dentro de...) es una película canadiense de terror de 1975 escrita y dirigida por David Cronenberg. Tercer largometraje del realizador canadiense, Cronenberg obtuvo el premio al mejor director en el Festival de Cine de Sitges de 1975.

## Sinopsis
En el complejo residencial Starliner Towers, situado en una isla, el científico Hobbes crea, por medio de unas mutaciones genéticas, una especie de babosas. Cuando estos seres penetran en el cuerpo de un ser humano lo transforman en un enfermo aquejado de un insaciable instinto sexual y asesino. Los residentes del edificio de apartamentos están siendo infectados paulatinamente por estos extraños parásitos que los convierten en personas locas con el único objetivo de infectar a otros a través del contacto sexual.

«El nombre es un animal que piensa demasiado, un animal superracional que ha perdido el contacto con sus instintos».
Emil Hobbes

## Reparto
- Paul Hapton - Roger St. Luc
- Joe Silver - Rollo Linksy
- Lynn Lowry - Enfermera Forsythe
- Allan Kolman - Nicholas Tudor
- Susan Petrie - Janine Tudor
- Barbara Steele - Betts
- Ronald Mlodzik - Merrick
- Barry Baldaro - Detective Heller
- Camil Ducharme - Señor Guibault
- Hanna Poznanska - Señora Guibault
- Wally Martin - Portero
- Vlasta Vrana - Kresimer Sviben
- Silvie Debois - Bendra Sviben
- Charles Perley - Repartidor
- Al Rochman - Parkins
- Julie Wildman - Señorita Lewis
- Arthur Grosser - Señor Wolfe
- Edith Johnson - Olive
- Dorothy Davis - Vi
- Joy Coghill - Mona Wheatley
- Joan Blackman - Madre en el ascensor
- Kirsten Bishop - Hija en el ascensor
- Fred Doederlein - Emil Hobbes
- Sonny Forbes - Hombre en el cuarto de residuos
- Nora Johnson - Mujer de la limpieza
- Cathy Graham - Annabelle
- Robert Brennen - Niño
- Felicia Shulman - Niña
- Roy Wittan - Hombre
- Denis Payne - Hombre en el ascensor
- Kevin Fenlow - Hombre en el ascensor

## Producción
Tercero de los largometrajes dirigidos por Cronenberg Shivers fue la primera película del director en contar con un equipo de técnicos profesionales. Con un presupuesto aproximado de 200.000 dólares, para el que contó con la financiación pública del gobierno de Canadá, el rodaje se realizó en dos semanas. Durante ese periodo el equipo se alojaba y dormía en las mismas localizaciones mostradas en la película. La producción estuvo a cargo de Ivan Reitman en la primera de sus colaboraciones mutuas.

## Estreno
La película fue estrenada el 10 de octubre de 1975.
La película fue lanzada en los cines de Estados Unidos por Trans American Films en julio de 1976.
La película, actualmente descatalogada, fue publicada en DVD por Image Entertainment en 1998.

## Recepción
La película obtuvo una buena recepción en las salas de cine. Aunque en la actualidad obtiene valoraciones positivas en los portales de información cinematográfica, durante su estreno los críticos profesionales no ofrecieron en general buenas valoraciones. Con el tiempo se ha revaluado de forma más favorable. El director Martin Scorsese la alabó indicando que es "genuinamente impactante, subversiva, surrealista y probablemente lo que todos nosotros merecemos".
El crítico Roger Ebert le concede 2,5 sobre 5 indicando "Asusta e impacta por su buena puesta en escena: el director-guionista, David Cronenberg, emplea su capacidad inventiva e imaginación para paliar la ausencia de efectos especiales". Chuck Bowen, en su reseña para Slant, incide "la ambientación, una extensión del espeluznante estilo que empleó en Stereo y en Crimes of the Future, es fría y húmeda, estridente, vulgar e imposible de obviar". Mick LaSalle en SFGate señala "Una paranoica y lasciva pesadilla sexual.(...) Los efectos visuales nos arrancarán una sonrisa en más de una ocasión". Trace Thurman, en Bloody Disgusting, indica que "Aunque no está reconocida como una de las mejores películas de Cronenberg, ha envejecido muy bien con el pasado del tiempo. Todavía hoy sigue siendo espeluznante (y también algo asquerosa)". Juan Luis Caviaro, en EspinOf, analiza que "si sigue resultando efectiva a día de hoy, a pesar de su pobre y descuidada estética, no es por la manera en la que Cronenberg logró orquestar su primer rodaje profesional, o por las escenas desagradables protagonizadas por los particulares parásitos(...) sino por las ideas y sensaciones que el cineasta dejó impresas en la película(...) fruto de su manera de pensar y de sus obsesiones, desde el inicio(...) hasta el perturbador final, cargado de simbolismo e ironía".
En FilmAffinity obtiene una valoración de 6 sobre 10 con 3.904 votos. En IMDb, evaluadas 18.268 puntuaciones, tiene una calificación de 6,5 sobre 10. Por su parte en el agregador Rotten Tomatoes obtiene una calificación de "fresco" para el 85% de las 26 críticas profesionales y para el 59% de las 8.417 valoraciones de los usuarios del portal.